# Stefan Hunstein
Stefan Hunstein (* 27. Juli 1957 in Kassel) ist ein deutscher Schauspieler und Fotokünstler.

## Leben
Stefan Hunstein studierte von 1979 bis 1982 an der Hochschule für Musik und darstellende Kunst in Stuttgart. In den 1980er Jahren war er in Freiburg im Breisgau und am Schauspielhaus Bochum engagiert, wo er sich vor allem in Inszenierungen von Andrea Breth einen Namen machte. 
Nach dem Weggang von Andrea Breth kam er nach kurzem Engagement am Bayerischen Staatsschauspiel als Ensemblemitglied an die Münchner Kammerspiele unter Dieter Dorn, mit dem er nach elf Jahren 2001 erneut ans Staatsschauspiel wechselte. Mit Dorns Inszenierung von Botho Strauß Schlußchor an den Münchner Kammerspielen sicherte er sich erstmals 1991 eine Teilnahme beim Berliner Theatertreffen und nochmals 2004 mit seiner Rolle als Arzt in Tschechows Onkel Wanja für das Bayerische Staatsschauspiel an der Seite von Sunnyi Melles. Außerdem spielte er u. a. die Hauptrolle in Brand von Henrik Ibsen in der Inszenierung von Thomas Langhoff und in Dieter Dorns Inszenierungen Maß für Maß (mit Sunnyi Melles, Jörg Hube, Rainer Bock u. a.) und Der Gott des Gemetzels (mit Sunnyi Melles, Sibylle Canonica und Michael von Au). 2010 wechselte er wieder zu den Münchner Kammerspielen. Hier spielt er u. a. in Inszenierungen von Johan Simons (Winterreise, Die Perser), Gier (Theatertreffen 2011).
Hunstein ist tätig als Fernseh- und Kinoschauspieler und Rezitator, u. a. mit Texten von Thomas Bernhard. In der Reihe Die Sprache bringt es an den Tag setzte er sich in mehreren Abenden mit dem Nationalsozialismus auseinander. 
Seine erste Theaterregie bearbeitete den Text von Wladimir Georgijewitsch Sorokin Ein Monat in Dachau. Im Theater im Haus der Kunst, einer Spielstätte des Bayerischen Staatsschauspiels, inszenierte und spielte er Samuel Becketts Gesellschaft. Im Jahr 2016 spielte er den Faust am Düsseldorfer Schauspielhaus, 2018 spielte er in Rheingold unter der Regie von Johan Simons bei der Ruhrtriennale, 2019 in Die Ratten in einer Inszenierung von Andrea Breth am Burgtheater Wien. 
Stefan Hunstein wurde 2018 Ensemblemitglied am Schauspielhaus Bochum. Seit 2023 ist er dort Assistent des Intendanten.
Im Jahr 2021 wurde er Direktor der Abteilung „Darstellende Kunst“ in der Bayerischen Akademie der Schönen Künste.
Mit der Schauspielerin Sophie von Kessel hat Hunstein eine Tochter und einen Sohn. 2010 trennte sich das Paar.

## Ehrungen und Auszeichnungen
- 1991: 1. Preisträger des Deutschen Photopreises
- 2003: Mitglied der Bayerischen Akademie der Schönen Künste
- 2007: Kurt-Meisel-Preis des Vereins der Freunde des Bayerischen Staatsschauspiels
- 2019: Bochumer Theaterpreis[2]

## Filmografie
- 1988: Sommer
- 1990: Schöne Bescherungen
- 1990: Ein Fall für zwei
- 1990: Proteus
- 1991: Hechte und Haie
- 1991: Der verlorene Traum
- 1992: Happy Holiday
- 1993: Küsse
- 1994: Gletscherclan
- 1995: Zwei Väter und eine Tochter
- 1995: Nach Fünf im Urwald
- 1996: Solange es die Liebe gibt
- 1996: Laura von Albanien (TV-Debüt)
- 1996: Natalie II
- 1996: Ein Fall für Zwei
- 1996: Der Spatz in der Hand
- 1997: Katrin ist die Beste
- 1997: Der Rächer der Stille
- 1998: Tom-Tom; Straight Shooter (Kino)
- 1998–2000: Sylvia – Eine Klasse für sich
- 1999: Alle meine Töchter
- 2000: Mein absolutes Lieblingslied
- 2000: Geschwisterblut
- 2000: Ge(nie) Nietzsche
- 2000: 2 Brüder
- 2000: Julietta (Kino-Debüt)
- 2000: Tanz mit dem Teufel
- 2000: Die oder Keine
- 2001: Hochzeit zu viert
- 2001: Samt und Seide
- 2001: Jenny & Co. (Fernsehserie)
- 2001: Die Fälle des Prof. Capellari
- 2002: In der Mitte des Lebens
- 2002–2003: Der Fürst und das Mädchen (AT: 'Mehr als Alles')
- 2003: Der Bulle von Tölz: Malen mit Vincent
- 2004: Polizeiruf 110 – Vater Unser (TV)
- 2004: Emilia (Zweiteiler, TV)
- 2005: Siska „Dunkler Wahn“ (TV)
- 2006: Tatort – Liebeshunger (TV-Reihe)
- 2007: Ortswechsel von Edgar Reitz
- 2008: Meine Mutter, mein Bruder und ich!
- 2010: Klimawechsel „In Würde alt werden“ (TV)
- 2010, 2017: SOKO München: Herbstzeitlose, Der Querulant (TV)
- 2014: Hirngespinster
- 2022: Der Pass (Fernsehserie)

## Theater

### Engagements
- 1982–1990: Theater der Stadt Essen, Freiburg, Schauspielhaus Bochum, Salzburger Festspiele, Deutsches Theater Berlin
- 1990–2001: Münchner Kammerspiele
- 2001–2010: Bayerisches Staatsschauspiel München
- 2010–2016: Münchner Kammerspiele
- 2016 Gastengagement Düsseldorfer Schauspielhaus
- 2017 Gastengagement Ruhrtriennale
- 2019 Gastengagement Burgtheater Wien
- seit 2018 Ensemblemitglied am Schauspielhaus Bochum

### Lesungen
Die Sprache bringt es an den Tag:
- „Der Chef sprach sich beim Tee in ungefähr folgenden Gedankengängen aus...“ – Aus Hitlers Tischgesprächen;
- Liebesbriefe an Adolf Hitler;
- Das Jahr 1934 besteht aus 137 Nummern – Gesetze und Erlasse aus dem Reichsgesetzblatt;
- Meine Psyche. Werden, Leben und Erleben – Aus den Aufzeichnungen von Rudolf Höß, Kommandant in Auschwitz;
- Bitte die Herren zum Gas von Tadeusz Borowski

## Regiearbeiten
- Ein Monat in Dachau, Bayerisches Staatsschauspiel
- Gesellschaft, Bayerisches Staatsschauspiel

## Ausstellungen
- Schön war’s!, 2009 Galerie Andreas Binder, München und 2010 Villa Merkel, Esslingen